# Set Silow
Set Axel Helge Silow, född 14 oktober 1880 i Kristianstad, död i juni 1928 nära Ried im Oberinntal, var en svensk jurist och pionjär inom fri rättshjälp.
Set Silow var son till major Carl Adolf Silow och bror till Alvar Silow. Han avlade mogenhetsexamen i Stockholm 1899 och juris utriusque kandidatexamen vid Uppsala universitet 1904. Efter tingstjänstgöring 1905–1907 var han extraordinarie rådman i Jönköping och biträdande jurist vid ett advokatkontor samt från 1909 vice auditör vid Jönköpings regemente. 1913 blev han föreståndare för det då nyinrättade Stockholms stads rättshjälpskontor, och efter dettas omorganisation 1920 till Stockholms stads rättshjälpsanstalt utnämndes han till denna anstalts föreståndare. Från 1909 var han ledamot av Sveriges advokatsamfund. Silow var från studentåren socialt radikal utan att ansluta till någon bestämd politisk partigrupp. Som praktiserande jurist och advokat kom han att koncentrera denna radikalism i reformsträvanden på rättsväsendets område. Principen om allas likhet inför laget var ett av ledmotiven i hans verksamhet. Han stötte ofta på problemet för den fattige att kunna göra sin rätt gällande och inte behöva ge upp den för att han saknade ekonomiska möjligheter att föra en process vid domstol. Silow blev en av de första propagandisterna för den fria rättshjälpens idé. 1916 kallades han att som sakkunnig i Justitiedepartementet biträda vid behandlingen av frågor om beredande genom det allmännas försorg av rättshjälp åt parter, som på grund av svag ekonomisk ställning eller oförmåga att tillvarata sina intressen därav kunde vara i behov. De sakkunnigas betänkande, som till stora delar skrevs av Silow, låg till grund från 1919 års lag om fri rättegång, varigenom den fria rättegången i modern mening för första gången vann erkännande i svensk rätt. Organisationen av Stockholms rättshjälpsanstalt var Silows verk, och den kom att bli förebild för andra rättshjälpsanstalter i Sverige. Silow hade en stor förmåga att organisera, samla och entusiasmera sina medarbetare.